# Oksana Pal
Oksana Pal (russisch Оксана Паль; * 17. März 1980 in Nowokusnezk) ist eine russische Handballspielerin.
Die 1,82 m große Rückraumspielerin spielte für den GK Lada Toljatti und Hypo Niederösterreich und wechselte 2005 nach Deutschland zum Bundesligisten DJK/MJC Trier. In der Saison 2007/08 wurde sie mit 203 Toren Torschützenkönigin der Bundesliga. In der Saison 2009/10 ging sie für den französischen Verein Metz Handball auf Torejagd und wechselte anschließend zum luxemburgischen Club Roude Léiw Bascharage, der in der deutschen 3. Liga am Spielbetrieb teilnimmt.
Oksana Pal absolvierte bisher 25 Länderspiele für Russland.